# Beli Brod, Montana
Beli Brod (în bulgară Бели Брод) este un sat în comuna Boicinovți, regiunea Montana,  Bulgaria. 

## Demografie
Componența etnică a satului Beli Brod
     Bulgari (97,05%)
     Nicio identificare (2,94%)
     Altele (0%)
La recensământul din 2011, populația satului Beli Brod era de 238 locuitori. Din punct de vedere etnic, majoritatea locuitorilor (97,05%) erau bulgari. Pentru 2,94% din locuitori nu este cunoscută apartenența etnică.